# Vachtang Balavadze
Vachtang Michajlovič Balavadze (in russo Вахтанг Михайлович Балавадзе?, in georgiano ვახტანგ ბალავაძე?, Vakht'ang Balavadze; Ganiri, 20 novembre 1927 – Tbilisi, 25 luglio 2018) è stato un lottatore sovietico, dal 1991 georgiano, specializzato nella lotta libera.

## Palmarès

### Olimpiadi
- 1 medaglia:
  - 1 bronzo (Melbourne 1956 nei -73 kg)

### Mondiali
- 3 medaglie:
  - 2 ori (Tokyo 1954 nei -73 kg; Istanbul 1957 nei -73 kg)
  - 1 argento (Teheran 1959 nei -73 kg)